# Macrobrachium holthuisi
Macrobrachium holthuisi är en kräftdjursart som beskrevs av Genofre och Lobao 1978. Macrobrachium holthuisi ingår i släktet Macrobrachium och familjen Palaemonidae. Inga underarter finns listade i Catalogue of Life.